# ۴۹۱ (میلادی)
۴۹۱ (میلادی) چهارصد و نود و یکمین سال تقویم میلادی است.

## زادگان
- یوحنا مالالاس؛ رویدادنامه‌نویس اهل انطاکیه (تاریخ تقریبی)

## درگذشتگان
- پیتر ایبریایی؛ فیلسوف و روحانی گرجی
- زنون؛ امپراتور بیزانس